# Sans Pardon
Sans Pardon is een Belgisch bier van hoge gisting. Het is een bier van het type Russian Imperial Stout.
Het bier wordt gebrouwen in Brouwerij De Dochter van de Korenaar te Baarle-Hertog. Door het gebruik van rooibos krijgt het bittere bier een lichte fruitige toets.